# サンティアサント
サンティアサント（Saint-Hyacinthe）は、カナダのケベック州の モンテレジー地域のマスクタン郡にある都市。モントリオールから南東に45㎞ほどのヤマスカ川沿いに位置している。人口は2016年時点で5万9614人。1850年に創設され、2001年に周辺自治体と合併して現在に至る。市内には1880年に建てられたサンティアサント大聖堂がある等歴史的建造物が点在する。市内には複数の農業研究施設があることからカナダの農業の研究学園都市と評される。

## 地理

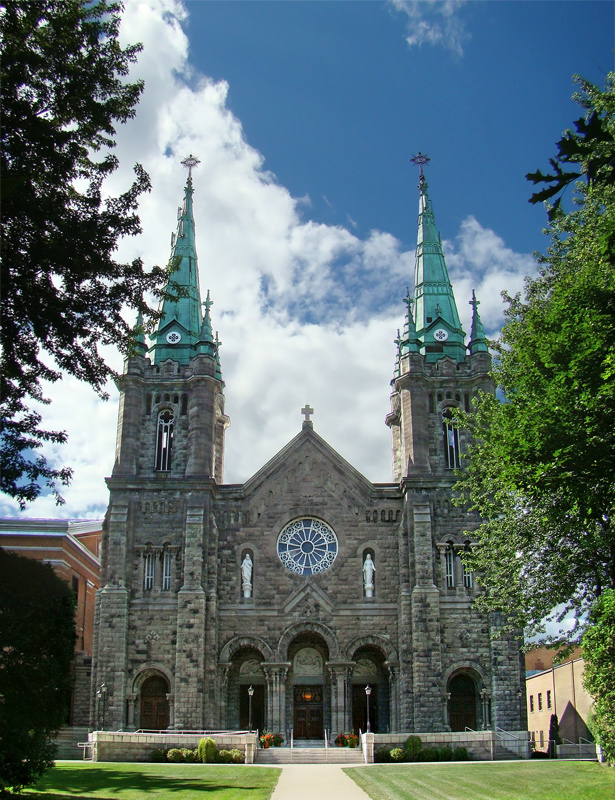
サンティアシント大聖堂

### 人口
2016年センサスによる人口は59,614人である。2016年の統計による住民の母語の割合はフランス語が94.51%と大半を占める。
| 母語話者（サンティアサント）2016 | 母語話者（サンティアサント）2016 | 母語話者（サンティアサント）2016 | 母語話者（サンティアサント）2016 | 母語話者（サンティアサント）2016 |
| -------------------------------- | -------------------------------- | -------------------------------- | -------------------------------- | -------------------------------- |
|                                  |                                  |                                  |                                  |                                  |
| フランス語                       | フランス語                       |                                  | 94.51%                           | 94.51%                           |
| 英語                             | 英語                             |                                  | 0.83%                            | 0.83%                            |
| その他                           | その他                           |                                  | 4.66%                            | 4.66%                            |

## 交通
- VIA鉄道：サンティアサント駅にVIA鉄道が停車する。
- Transport Scolaire Sogesco：市内バス
- Exoバス：近郊バス
- サンティアサント飛行場：民間機専用の飛行場